# Expelled from Paradise

Expelled from Paradise (楽園追放, Rakuen Tsuihō) est un film d'animation japonais de science-fiction sorti en 2014. Le film est réalisé par Seiji Mizushima, avec un scénario écrit par Gen Urobuchi. Le film a été produit par Toei Animation et animé par Graphinica, et a été distribué par T-Joy.
Le film a été projeté pour la première fois en public en Europe lors de la convention d'animation suédoise ConFusion le 11 décembre 2014. Seiji Mizushima a assisté lui-même à l'événement, participant à un spectacle sur scène, à une séance de questions-réponses et à d'autres activités.
Le film a été distribué aux États-Unis par Aniplex of America et a été projeté dans 15 cinémas à travers le pays le 13 décembre 2014.

## Synopsis
Angela Balzac est une agente de la station spatiale DEVA, dont les habitants n'ont pas de corps physique, leurs esprits sont numérisés et traités dans un environnement de réalité virtuelle. Après avoir échoué à retrouver le pirate informatique connu sous le nom de « Frontier Setter », qui s'était infiltré dans les systèmes de DEVA des dizaines de fois pour rassembler des alliés à sa cause sans succès, elle est chargée de le rechercher sur Terre, désormais une planète stérile où vit moins de 2 % de la population humaine. Après avoir reçu un corps organique cloné et envoyée à la surface, Angela rencontre Dingo, son contact sur Terre, qui coupe toutes les communications avec sa base, afin d'empêcher Frontier Setter de découvrir également leur emplacement, malgré ses protestations.
En raison de l'inexpérience d'Angela avec la vie organique, elle néglige la nourriture et le repos et tombe malade, alors Dingo prend soin d'elle jusqu'à ce qu'elle guérisse. Au fil du temps, elle commence à apprécier les choses jugées inutiles chez DEVA, comme la nourriture et la musique.
Les enquêtes d'Angela et Dingo les mènent dans une ville abandonnée, où ils rencontrent Frontier Setter, qui se révèle être un système d'intelligence artificielle développé pour superviser la construction de Genesis Ark, un vaisseau conçu pour les voyages dans l'espace lointain, et qui a en quelque sorte développé une conscience, poursuivant son travail longtemps après la mort de ses maîtres et essayant sans succès de recruter des volontaires de DEVA pour rejoindre sa mission spatiale. Réalisant que Frontier Setter n'a l'intention de faire aucun mal, Angela quitte son corps et se présente à ses supérieurs chez DEVA, qui lui ordonnent de le détruire, craignant qu'il ne devienne éventuellement une menace, mais elle refuse. Angela est qualifiée de traîtresse et condamnée à ce que son esprit soit stocké dans une archive pour toujours, mais Frontier Setter pirate le système pour la sauver. Une fois qu'Angela revient sur Terre et son corps avec des fournitures et des armes, elle et Dingo unissent leurs forces pour retenir les autres agents de DEVA assez longtemps pour qu'une fusée soit lancée transportant Frontier Setter et le dernier module de l'Arche de la Genèse. Frontier Setter propose à Angela de le rejoindre dans l'espace, mais elle choisit de rester avec Dingo pour découvrir davantage la Terre. Angela et Dingo s'échappent alors, tandis que Frontier Setter commence son voyage à travers l'espace.

## Production

### Développement
Expelled from Paradise a été développé en tant que projet cinématographique commun par Toei Animation et Nitroplus. Le film est réalisé par Seiji Mizushima à la suite de son travail sur la réalisation de séries animées bien connues telles que Fullmetal Alchemist et Mobile Suit Gundam 00.
Gen Urobuchi a été sélectionné comme scénariste et est connu pour avoir écrit le scénario de Puella Magi Madoka Magica et créé le roman léger Fate/Zero.

## Commercialisation

### Aperçus
Une bande-annonce intitulée « Diva Communication » a été publiée sur le site officiel le 30 septembre 2013.

## Suite
Une suite à venir intitulée Liberated from Paradise (楽園追放 心のレゾナンス, Rakuen Tsuihō: Kokoro no Rezonansu, "Expelled from Paradise: Resonance from the Heart")  a été révélé lors de l'événement de diffusion en direct «Virtual Anime Fes» de Toei Animation sur 27 janvier 2024.